# Ramir I d'Astúries
Ramir I d'Astúries (ca. 790 - 850) fou rei d'Astúries (842-850).

## Biografia
Fill de Beremund I d'Astúries i la seva esposa Nunilo.
A la mort del seu cosí Alfons II va succeir-lo en el tron. La successió s'esdevingué probablement la primavera de 843. D'entrada, hagué de fer front primer a una revolta interna per la qual va derrotar el comte Nepocià a la batalla del pont de Cornellana. Amb la seva elecció com a rei s'abandona definitivament la successió electiva, característica dels reis gots, per la successió hereditària.
Durant el seu regnat va haver de fer front a atacs normands (844), que van deixar assolades les costes de Galícia, i els musulmans d'Al-Àndalus.
Com el seu predecessor, va promoure construccions religioses i palatines. L'art asturià va arribar a la seva màxima esplendor durant el seu regnat, durant el qual es van construir Santa María del Naranco, San Miguel de Lillo i Santa Cristina de Llena. De fet, la seva importància va ser tal que l'estil es va anomenar «ramirense» i es va estendre fins al regnat del seu successor.
Fou succeït pel seu fill Ordoni I al Regne d'Astúries, mentre Roderic de Castella fou investit comte electiu al comtat de Castella.

## Descendència
Es casà en primeres núpcies amb una dona d'origen gallec de la qual es desconeix el seu nom. D'aquest matrimoni nasqueren:
- Ordoni I d'Astúries (v 830-866), rei d'Astúries
- Gató d'Astúries (?-v 866), comte del Bierzo

El 842 es casà amb Paterna, senyora de Castella. D'aquesta unió tingueren:
- Roderic de Castella (?-873), comte de Castella